# احمد حسن الزیات
احمد حسن الزَّیّات (۲ آوریل ۱۸۸۵ - ۱۲ مه ۱۹۶۸) نویسنده و روزنامه‌نگار مصری بود. مجلهٔ الرساله را در سال ۱۹۳۳ بنیان نهاد و نویسندگان بزرگی مانند طه حسین و احمد امین و مصطفی صادق رافعی را مجذوبش نمود. بر تقویت جنبش ادبی نوین مصر و دیگر کشورهای عربی تأثیری برجسته گذاشت. آثار او «تاریخ الأدب العربی»، «فی أصول الأدبی» و «وحی الرساله».